# Teiichi Matsumaru
Teiichi Matsumaru (松丸 貞一 Matsumaru Teiichi?,  28 de febrero de 1909 en Tokio - 6 de enero de 1997) fue un futbolista japonés que se desempeñaba como centrocampista.
Matsumaru fue elegido para integrar la selección nacional de Japón para los Juegos del Lejano Oriente de 1934. En 1934, Matsumaru jugó 3 veces para la selección de fútbol de Japón.

## Trayectoria

### Clubes
| Club          | País  | Año  |
| ------------- | ----- | ---- |
| Keio BRB      | Japón | ???? |
| Tokyo OB Club | Japón | ???? |

### Selección nacional
| Selección | País  | Año  |
| --------- | ----- | ---- |
| Absoluta  | Japón | 1934 |

## Estadística de equipo nacional
| Selección de Japón | Selección de Japón | Selección de Japón |
| Año                | Part.              | Goles              |
| ------------------ | ------------------ | ------------------ |
| 1934               | 3                  | 0                  |
| Total              | 3                  | 0                  |

## Palmarés

### Títulos nacionales
| Título             | Club          | País  | Año  |
| ------------------ | ------------- | ----- | ---- |
| Copa del Emperador | Keio BRB      | Japón | 1932 |
| Copa del Emperador | Tokyo OB Club | Japón | 1933 |
| Copa del Emperador | Keio BRB      | Japón | 1936 |

### Distinciones individuales
| Distinción                                      | Año  |
| ----------------------------------------------- | ---- |
| Inducido al Salón de la Fama del fútbol japonés | 2015 |